# 瀬川頼太郎

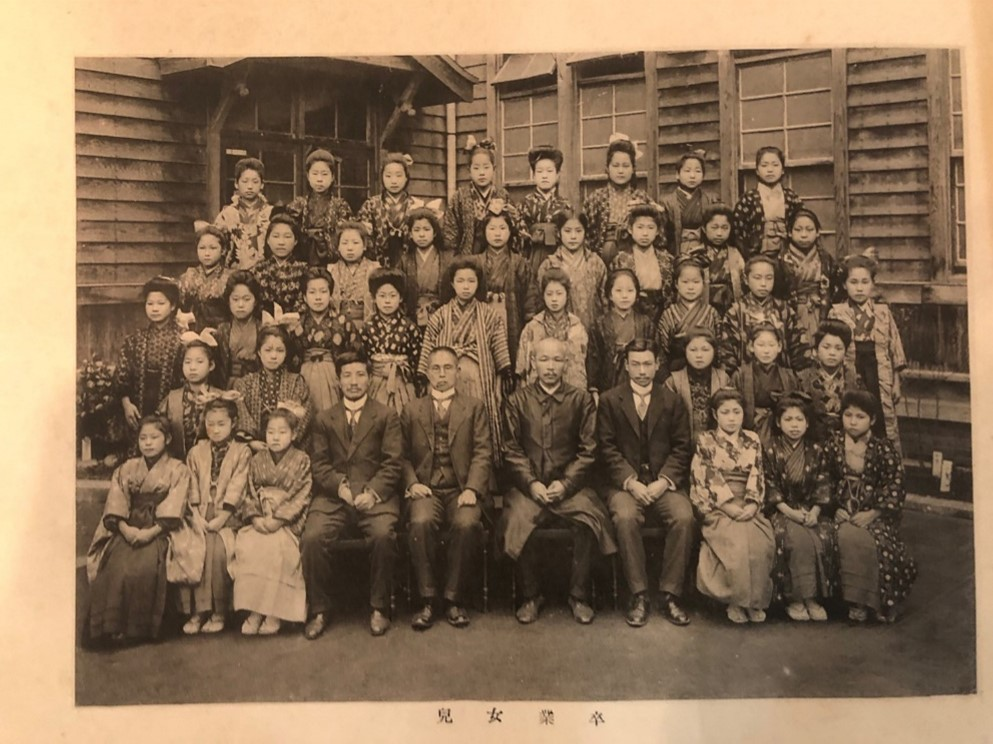
瀬川頼太郎

瀬川頼太郎（せがわ らいたろう)、生没年未詳は、日本の教育家。

## 経歴
愛媛県周桑郡周布村（現在の西条市）出身。1891年（明治24年）、愛媛県師範学校に入学。瀬川頼太郎は、1919(大正8)年に日本学術協会主催の講演会の1つ「自動教育論」を提唱した河野清丸とともに教育雑誌『教育論叢』を創刊し、1941年に廃刊になるまで一貫して教員による事例研究を掲載し続けた人物である。
1901（明治34）年に愛媛県越智郡波方小学校（現・今治市立波方小学校）で教壇に立ち、その後に上京。1906(明治39)年頃から神田女子小川小学校の訓導を務め、1912(大正元)年には東京都本郷区の元町尋常小学校の訓導となった。
文筆活動においては1908(明治41)年出版の『小学スケッチ：乙女会話』、1909(明治42)年に『子供の聲：教育資料』を出版した。その後は教壇を離れ、1919(大正8)年に河野清丸と共に『教育論叢』を創刊し、自ら数多くの論考を掲載し、1942（昭和17）年に本田正信との共著で『教育新辞典』を出版した。
瀬川は盟友である河野に比べ表舞台に立つことは少なかったが、『教育論叢』において全国の多くの教育者が論文を投稿する機会を提供した。この雑誌から石橋勝治や斎藤喜博といった戦後の教育界において影響力を持った人物が多く輩出されたことは特筆すべきである。

## 著作
- 瀬川頼太郎、『小学スケッチ：乙女会話』、精華書院、1908年
- 瀬川頼太郎、『子供の聲：教育資料』、博文館、1909年
- 瀬川頼太郎・本田正信、『母への教育報告』、学芸社、1936年
- 瀬川頼太郎、『教育新辞典』、三井出版、1942年